# Congregació de la Doctrina Cristiana
La Congregació de Sant Francesc de la Doctrina Cristiana, en italià Congregazione di San Francesco della Dottrina Cristiana, coneguda com a Congregació de la Doctrina Cristiana, és una confraria de laics. Els seus membres eren coneguts popularment com a Vanchetoni perquè caminaven a poc a poc i en silenci (van cheti, "van a poc a poc") i per la bacchetta (vara) que feien servir en les penitències. D'aquí que, popularment la confraria sigui coneguda com a Compagnia dei Vanchetoni. Amb el temps, es convertí en l'Arxiconfraria de Sant Francesc (Arciconfraternita di San Francesco).

## Història
Fou fundada a Florència el 1604 pel beat Ippolito Galantini. Galantini va fer fer com a seu un oratori, avui església de San Francesco dei Vanchetoni o Oratorio dei Vanchetoni, a la Via Palazzuolo 17 de Florència.
La finalitat de la confraria era l'ensenyament de la catequesi i la doctrina cristiana als nens i joves sense recursos. Ippolito Galantini, teixidor i laic, s'hi dedicava i va decidir de fundar la confraria perquè d'altres persones poguessin fer-ho també i ampliar així les possibilitat d'arribar a més nens.
Les obres de l'oratori, com a seu de la nova confraria, començaren en 1602, amb projected e Matteo Nigetti i Giovanni Nigetti, i a costa de Maria Maddalena d'Àustria, esposa del gran duc de Toscana Cosme II, i de l'arquebisbe Alessandro de' Medici, futur Lleó XI. El 1604 acabaren les obres i Galantini hi va fundar la Congregazione di San Francesco della Dottrina Cristiana.
Quan el fundador morí en 1619 els confrares, tots laics, van continuar dedicant-se a l'educació cristiana dels nens i l'assistència als pobres. Va tenir un gran prestigi durant els segles xvii i xviii, instal·lant-se també en altres ciutats de la Toscana i Emília-Romanya.
Quan en 1785 van ésser suprimides les confraries religioses, només es permeté que continuaren treballant la Confraria dels Germans de la Misericòrdia e la Congregació de la Doctrina Cristiana.

## Activitat
Les escoles que portaven també estaven obertes als adults, i tenien una escola per a formar els laics que volien incorporar-s'hi com a catequistes. Les lliçons es feien a la seu de la confraria cada diumenge. Com a superior de la confraria s'elegia un "guardià" vitalici.
Anualment es feia a les seus de la confraria l'anomenat "sopar dels cent pobres", amb un protocol molt estricte: el dimecres anterior a la sexagèsima de Pasqua es convidaven cent pobres del barri on tenia la seu la confraria, majors de cinquanta anys. Se'ls afaitava i se'ls vestia amb l'hàbit de la confraria, es confessaven i combregaven i llavors se'ls feia seure en una taula magníficament parada, on feien el sopar en silenci, mentre sentien música i lectures cristianes. Aquest costum es mantingué fins als anys quaranta del segle xx, quan la disminució d'activitats benèfiques i d'assistents va fer que se suprimís.
Avui, la confraria continua amb objectius d'ensenyament i atenció a pobres, i l'obligació de la pregària, tenint com a patrimoni l'oratori (amb valuoses obres d'art i la tomba del beat fundador) i uns apartaments contigus per allotjar-hi gent amb necessitats.